# Undersviks landskommun
Undersviks landskommun var en tidigare kommun i Gävleborgs län. Centralort var Undersvik.

## Administrativ historik
Undersviks landskommun inrättades den 1 januari 1863 i Undersviks socken i Hälsingland  när 1862 års kommunalförordningar trädde i kraft.
Kommunen upphörde vid kommunreformen 1952, då den uppgick i Arbrå landskommun. Sedan 1974 tillhör området Bollnäs kommun.

## Kommunvapen
Undersviks landskommun förde inte något vapen.

## Politik

### Mandatfördelning i valen 1938-1946
| 1 | 12 | 2 | 5 |

| 17 | 3 |

| 12 | 3 | 5 |

| 17 | 3 |

| 3 | 9 | 4 | 4 |

| 18 |

### Fotnoter
1. ↑  Per Andersson: Sveriges kommunindelning 1863-1993, Draking, Mjölby 1993, ISBN 91-87784-05-X, s. 88